# Tổ chức Giải phóng Palestine
Tổ chức Giải phóng Palestine (منظمة التحرير الفلسطينية, Munazzamat al-Tahrir al-Filastiniyyahⓘ) là một tổ chức chính trị theo chủ nghĩa dân tộc Palestine được cộng đồng quốc tế công nhận là đại diện chính thức của nhân dân Palestine, được thành lập vào năm 1964.
Tổ chức Giải phóng Palestine ban đầu có mục tiêu thành lập một nhà nước Ả Rập trên toàn bộ lãnh thổ của Lãnh thổ Ủy trị Palestine cũ và tiêu diệt Israel. Sau khi ký kết Hiệp định Oslo I với Israel vào năm 1993, Tổ chức Giải phóng Palestine thừa nhận sự tồn tại của Israel và chấp nhận Nghị quyết 242 của Hội đồng Bảo an Liên Hợp Quốc và được Israel thừa nhận là đại diện hợp pháp của nhân dân Palestine. Mặc dù từ bỏ việc sử dụng vũ lực chống lại Israel, Tổ chức Giải phóng Palestine tham gia Khởi nghĩa Palestine lần thứ hai. Ngày 29 tháng 10 năm 2018, Hội đồng Trung ương Tổ chức Giải phóng Palestine đình chỉ việc thừa nhận Israel.
Là chính phủ được công nhận của Nhà nước Palestine, Tổ chức Giải phóng Palestine là quan sát viên Đại Hội đồng Liên Hợp Quốc từ năm 1974. Trước khi ký Hiệp định Oslo, Tổ chức Giải phóng Palestine dùng vũ lực chống lại quân đội, thường dân Israel. Tổ chức Giải phóng Palestine bị Hoa Kỳ chỉ định là một tổ chức khủng bố từ năm 1987, nhưng vẫn có quan hệ với Hoa Kỳ nhờ lệnh miễn trừ của tổng thống Hoa Kỳ.